# Février 1860

## Événements
- 5 février : coup de force espagnol sur Tétouan au Maroc. L’Espagne revendique des droits historiques sur le territoire du sultanat et exige une indemnité de guerre en espèces ou un droit d’occupation permanente de Tétouan. Le sultan du Maroc doit choisir entre la présence des forces étrangères sur son territoire et l’affaiblissement durable de l’économie du pays.

- 25 février : traité de Mapasingue. Fin de la guerre entre le Pérou et l’Équateur (1859-1860).

## Naissances
- 10 février : Valère Bernard, peintre, écrivain et poète français († 6 octobre 1936).
- 23 février : William Louis Abbott, naturaliste et un collectionneur américain († 1936).
- 27 février : Lucien Létinois, célèbre pour sa relation avec Paul Verlaine († 1883).

## Décès
- 18 février : Léon Gingras, religieux.
- 29 février : Jean Plumancy, chef de bataillon et sous-intendant français.